# Leichtathletik-Weltmeisterschaften 2023/Teilnehmer (Somalia)
| Goldmedaillen | Silbermedaillen | Bronzemedaillen |
| ------------- | --------------- | --------------- |
| —             | —               | —               |

Somalia nahm an den Leichtathletik-Weltmeisterschaften 2023 in Budapest mit einem Athleten teil.

## Ergebnisse

### Männer

#### Laufdisziplinen
| Athlet                 | Disziplin | Finale | Finale |
| Athlet                 | Disziplin | Zeit   | Platz  |
| ---------------------- | --------- | ------ | ------ |
| Khadar Basheer Youssuf | Marathon  | DNF    | DNF    |